# Pitkäriisi
Pitkäriisi är en ö i Finland. Den ligger i Bottenviken och i kommunen Uleåborg i den ekonomiska regionen  Uleåborgs ekonomiska region i landskapet Norra Österbotten, i den norra delen av landet. Ön ligger omkring 11 kilometer nordväst om Uleåborg och omkring 550 kilometer norr om Helsingfors.
Öns area är 14,9 hektar och dess största längd är 0,7 kilometer i öst-västlig riktning.